# Islanda ai Giochi della XXXII Olimpiade
L'Islanda ha partecipato ai Giochi della XXXII Olimpiade che si sono svolti a Tokyo, Giappone, dal 23 luglio all'8 agosto 2021; originariamente previsti per l'estate 2020, erano stati rimandati di un anno a causa della pandemia di COVID-19. La delegazione era composta da 4 atleti, 3 uomini e una donna.

## Delegazione
| Sport            | Uomini | Donne | Totale |
| ---------------- | ------ | ----- | ------ |
| Atletica leggera | 1      | 0     | 1      |
| Nuoto            | 1      | 1     | 2      |
| Tiro a segno     | 1      | 0     | 1      |
| Totale           | 3      | 1     | 4      |

## Atletica leggera
| Atleta               | Evento                    | Qualificazione | Qualificazione | Finale          | Finale          |
| Atleta               | Evento                    | Risultato      | Posizione      | Risultato       | Posizione       |
| -------------------- | ------------------------- | -------------- | -------------- | --------------- | --------------- |
| Guðni Valur Guðnason | Lancio del disco maschile | NM             | NM             | Non qualificato | Non qualificato |

## Nuoto
| Atleta                   | Evento                       | Batterie | Batterie  | Semifinali      | Semifinali      | Finale          | Finale          |
| Atleta                   | Evento                       | Tempo    | Posizione | Tempo           | Posizione       | Tempo           | Posizione       |
| ------------------------ | ---------------------------- | -------- | --------- | --------------- | --------------- | --------------- | --------------- |
| Anton Sveinn McKee       | 200 m rana maschili          | 2'11"64  | 25º       | Non qualificato | Non qualificato | Non qualificato | Non qualificato |
| Snæfríður Jórunnardóttir | 100 m stile libero femminili | 56"15    | 34ª       | Non qualificata | Non qualificata | Non qualificata | Non qualificata |
| Snæfríður Jórunnardóttir | 200 m stile libero femminili | 2'00"20  | 22ª       | Non qualificata | Non qualificata | Non qualificata | Non qualificata |

## Tiro a segno
| Atleta               | Evento                               | Qualificazione | Qualificazione | Finale          | Finale          |
| Atleta               | Evento                               | Punteggio      | Classifica     | Punteggio       | Classifica      |
| -------------------- | ------------------------------------ | -------------- | -------------- | --------------- | --------------- |
| Ásgeir Sigurgeirsson | Pistola 10 m aria compressa maschile | 570            | 28º            | Non qualificato | Non qualificato |